# Banyu Urip (Tanjung Lago)
Banyu Urip is een bestuurslaag in het regentschap Banyuasin van de provincie Zuid-Sumatra, Indonesië. Banyu Urip telt 3624 inwoners (volkstelling 2010).